# Faramarz Payvar
Faramarz Payvar (1933, Teherán ; 2009, Teherán) fue un compositor y ejecutante de santur de Irán. Destacó por su brillante conjunción de planificación e improvisación. Falleció en 2009 como consecuencia de una lesión cerebral.

## Obras
- Concertino for santūr and Orchestra (Pāyvar-Dehlavi) (1958)
- The Radif of Sabā for Santur in three volumes by F. Pāyvar and Dāryūš Ìafvat (FerdowsiPublication,Tehran) (1958)
- Dialogue (Goftegū), duet for Santur and violin (1959)
- Preliminary book in Santur playing (Māhūr Publication, Tehran) (1960)
- Thirty Chāhārmezrāb for the Santur(Department of Art and Culture Publication, Tehran) (1971)
- The second book of the Radif of Sabā for Santur by F. Pāyvar and Dāryūš Ìafvat (Ferdowsi Publication,Tehran) (1974)
- Eight musical pieces for the Santur (Department of Art and Culture Publication, Tehran) (1979)
- Parniān, duet for Santur and Tār (1980)
- Radif Chapkūk for Santur (in women's voice registration) for the santur (1981)
- A collection of pishdarāmad and Rengs	(1981)
- A collection of pishdarāmad and Rengs (arranged for the violin) (1982)
- Chamber music for Santūr (1982)
- Fānūs, duet for two Santurs	(1982)
- Theory of Western and Iranian music (1983)
- Reng-e šahrāšūb (1984)
- Elementary Radif for Santur (1988)
- Rahgozar, duet for santur and flute (Otāqe Čāp Publication, Tehran) (1989)
- The Vocal Radif and old Tasnifs, according to the version of Abdollah Davami, Collected by F. Pāyvar.(Māhūr Publication, Tehran) (1998)
- Fālgūš, seven pieces for Santur (Māhūr Publication, Tehran) (2000)

## Discografía parcial
- Improvisation in dašti and afšāri, F. Pāyvar, santur and A. Tehrāni, Tombak.
- Album Yādegāri (the memorial album) in dastgāhs šūr and segāh, F. Pāyvar, santur and M. Esmāili, Tombak.
- Goftegū (dialogue), duets for santūr and other instruments composed by F. Pāyvar
- In memorial of Habib Samai, F. Pāyvar, Santūr solo in dastgāhs šūr and čhāhārgāh.
- Dašti concert. Pāyvar ensemble and Shajariān (vocal)
- Dele Šeidā, Pāyvar Ensemble and Nāóeri (vocal).
- Bayāt-e Kord: F. Pāyvar, santūr and H. Tehrani, Tombak in dastgāh Bayāt-e Kord and solo Tombak in various rhythm improvised by Tehrani.
- Šahrāšūb, F. Pāyvar, santūr solo in šūr, abū atā and dašti. Mahur
- Iranian folk music, arranged by F. Pāyvar. Pāyvar Ensemble and Simā Binā (vocal).
- Hekāyate Del, in dastgāh šūr. Pāyvar Ensemble with A. Rostamiān (vocal).
- Mahūr and Segāh, Masters Ensemble conducted by F. Pāyvar and Shahidi (vocal).
- Rahāvard, played by Masters, J. Shahnāz, tār, M. Esmāili, Tombak, and F. Pāyvar, Santur.
- Kerešme, in dastgāhs segāh and afšāri, played by Pāyvar Ensemble.